# Yamaha XT
La Yamaha XT è una gamma di moto da enduro della casa motociclistica giapponese Yamaha con motore a quattro tempi, prodotta in varie cilindrate: 125 cm³, 200 cm³, 225 cm³, 250 cm³, 350 cm³, 400 cm³, 500 cm³, 550 cm³, 600 cm³ e 660 cm³.

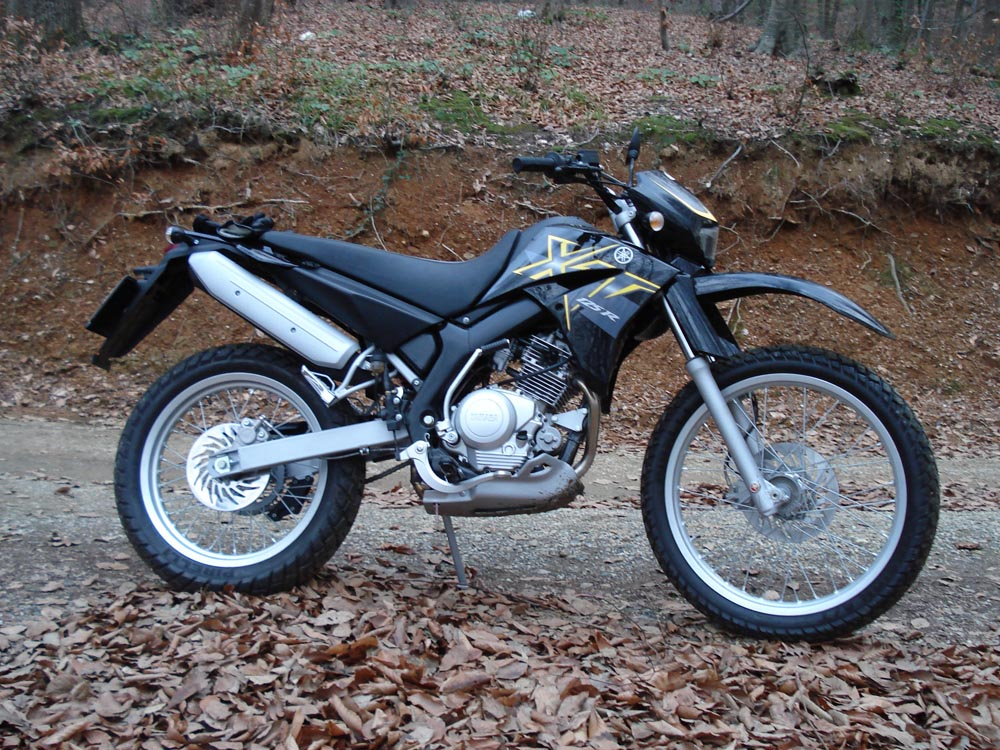
Yamaha XT 125 R 2005

## XT 125
Questa moto fu prodotta nel 1982 con un motore quattro tempi ed era identica come struttura e sovrastrutture al modello XT 200 e XT 400, differenziandosi solo per il motore, con alesaggio 57 mm, corsa 48,8 mm a sei marce, con raffreddamento ad aria monoalbero e con i freni a tamburo avanti e dietro, dal peso complessivo di 98 kg.
Il modello attuale del XT 125 è venduto in Italia dalla Yamaha ed assemblato per suo conto dalla Malaguti; è un modello prodotto a partire dal 2005 ed è equipaggiato da un motore a quattro tempi a 5 marce, esattamente come in tutte le altre cilindrate, ha una potenza di 7,5 kW per una velocità massima di 100 km/h per la versione enduro, e 105–110 km/h per la versione supermotard.
Esiste in due versioni diverse a seconda della destinazione d'uso:
- XT 125 X la versione motard
- XT 125 R la versione da fuoristrada

Entrambe equipaggiate dallo stesso propulsore da 125 cm³ che le rendono in Italia conducibili con la patente di guida di categoria A1, si differenziano tra di loro per l'altezza minore e il freno a disco maggiorato della prima rispetto alla seconda, oltre che per gli pneumatici privilegianti l'uso stradale anziché fuoristradistico presenti sulla versione R. Di quest'ultima versione esiste anche un modello di cilindrata superiore, esteticamente molto simile, la XT 660.

## XT 200
Questa moto è stata prodotta in un'unica serie (dal 1982 al 1984) e versione, è una moto enduro molto spartana, semplice e leggera, la struttura è praticamente uguale al modello XT 250 prima serie, come le sovrastrutture, ma con un serbatoio leggermente più squadrato.

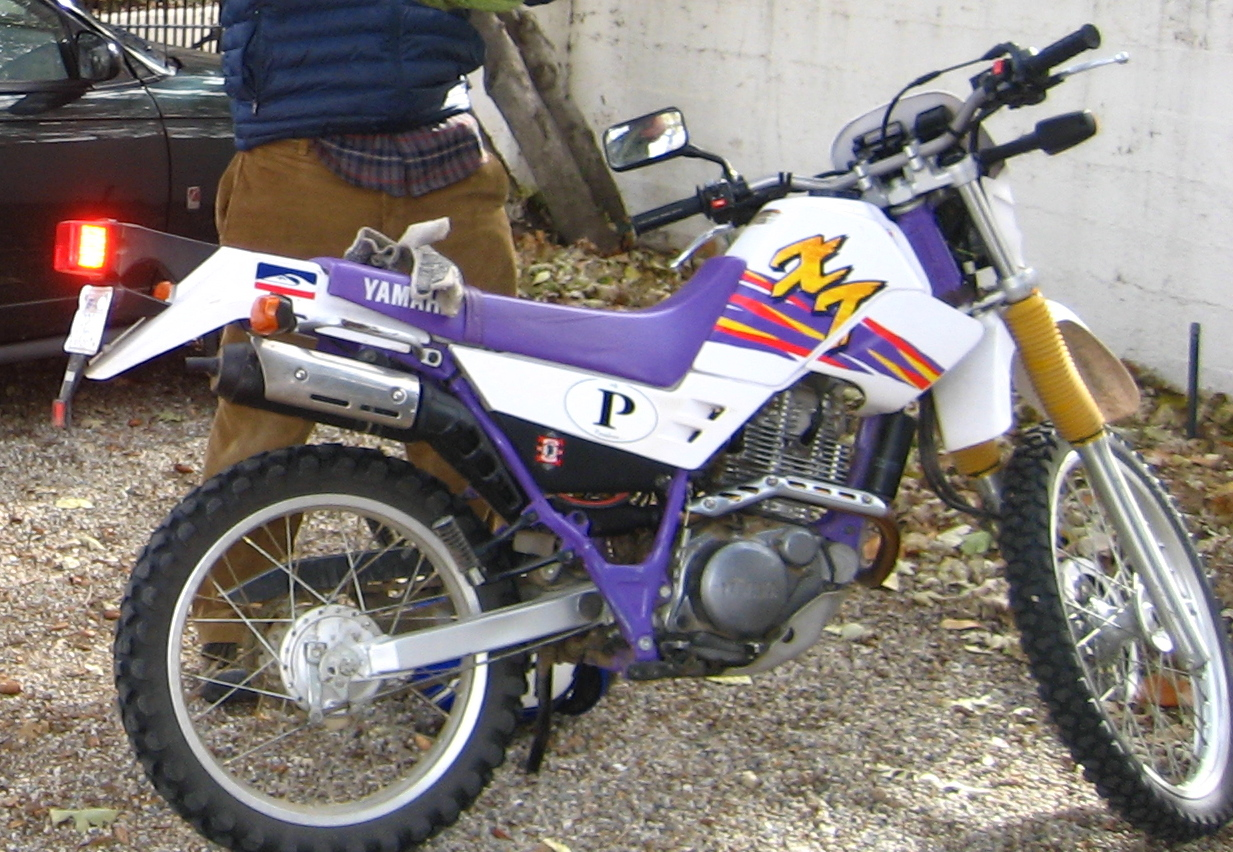
Yamaha XT 225 2001

## XT 225
Questa moto è stata prodotta in un due serie, la prima serie (dal 1985 al 1990), la seconda serie prodotta dal 1993 al 2005, sempre uguale non mutando mai, con quella linea identica alla XT 250 terza serie o al modello XT 600 quarta serie, compreso il copridisco anteriore.

## XT 250
La Yamaha XT 250 è stata prodotta dal 1980 al 1990 e poi nuovamente dal 2008.

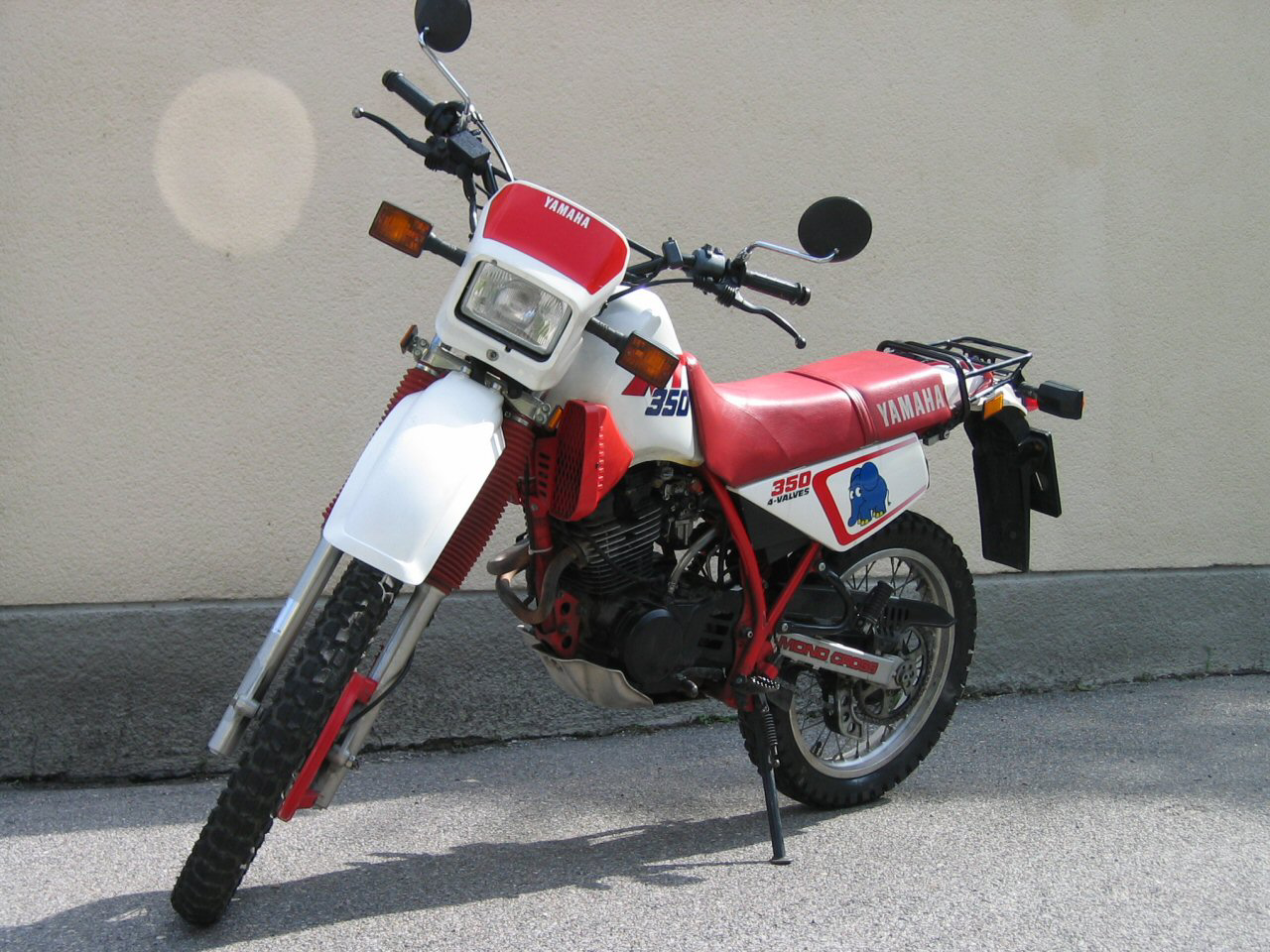
Yamaha XT 350

## XT 350
Questa moto è stata prodotta dal 1985 al 2000 in un'unica serie e versione, non mutando mai nel corso del tempo, questa versione è molto simile al modello Yamaha XT 250 seconda serie, con gli stessi medesimi componenti e sovrastrutture.

## XT 400
Questa moto è stata prodotta dal 1982 al 1984 in un'unica serie, molto semplice esteticamente, è la fotocopia del modello XT 550 di cui cambiano esclusivamente cilindrata e getti del carburatore, finanche corpo motore testata e marmitta sono identici.

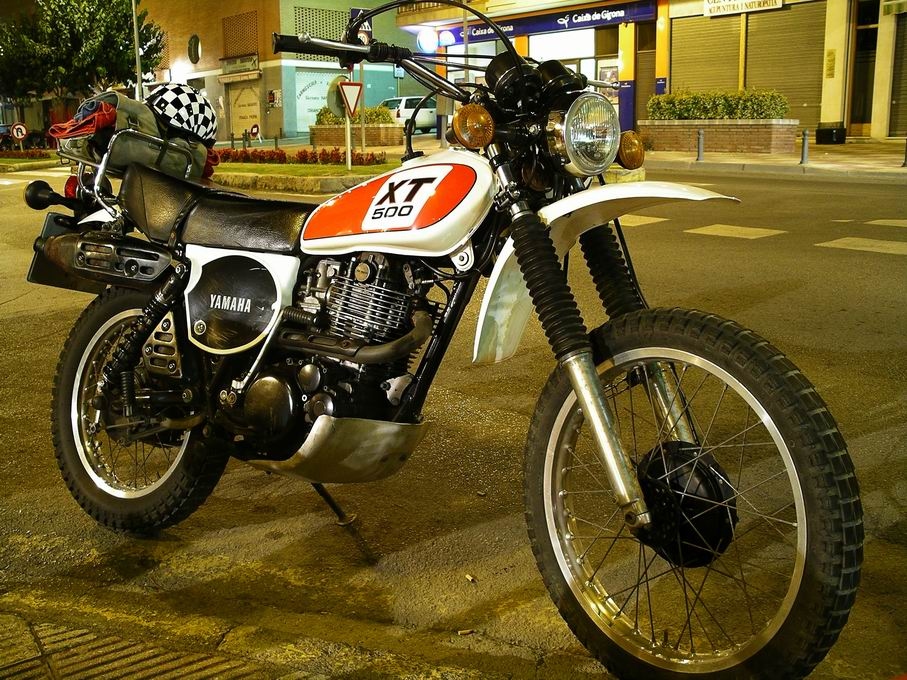
Yamaha XT 500

## XT 500
Prodotta dal 1975 al 1989.

## XT 550

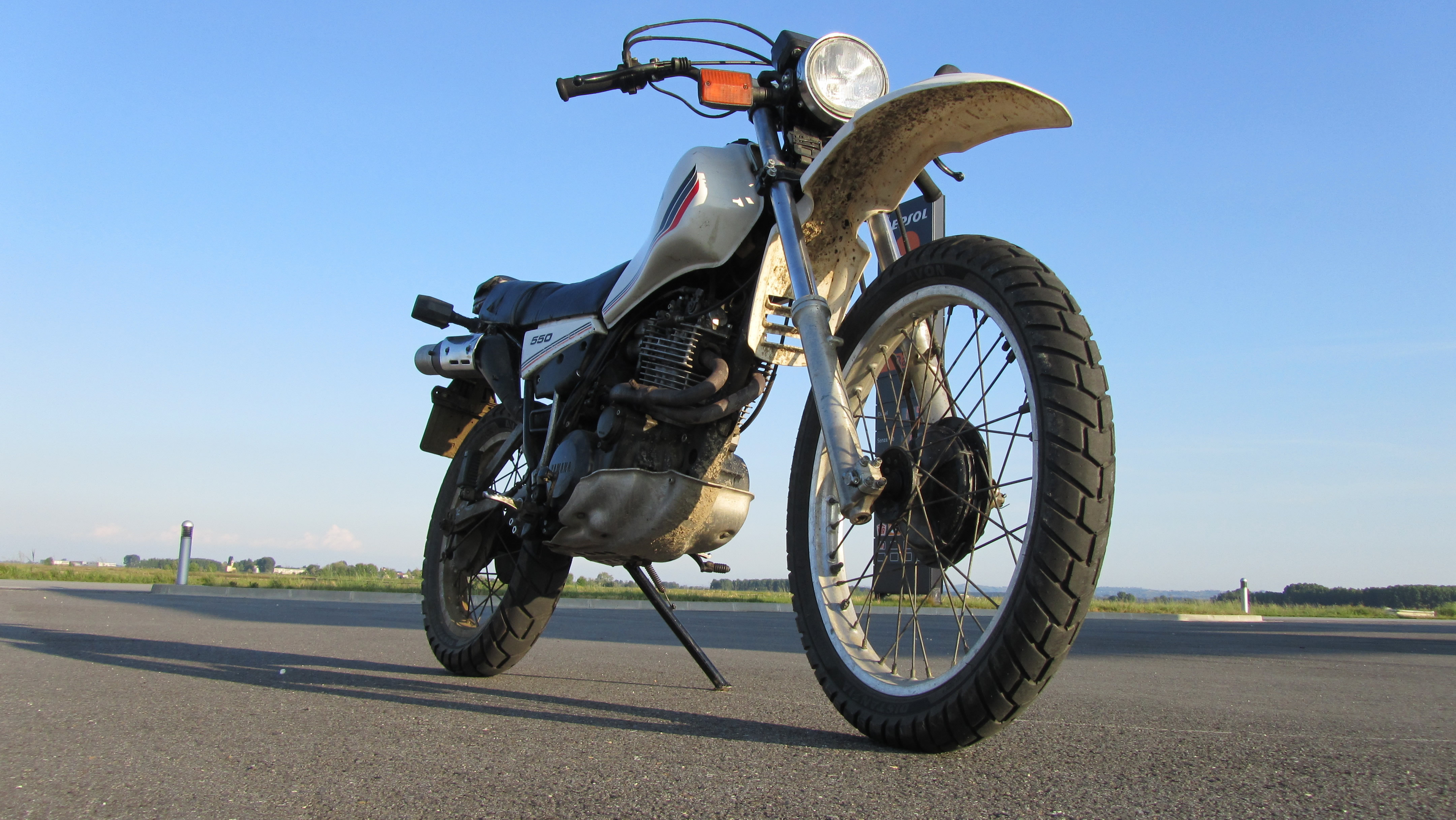
Yamaha XT 550

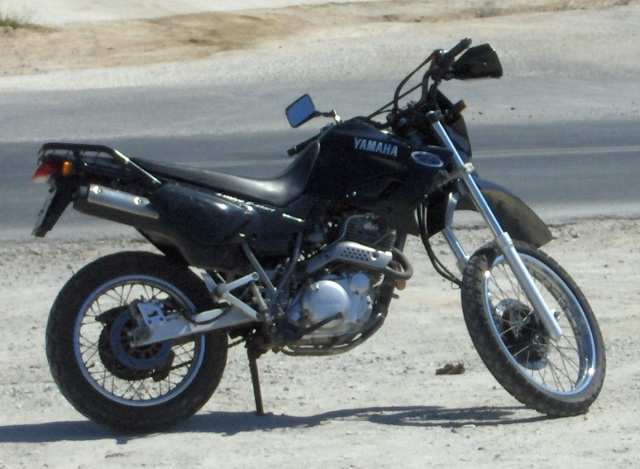
Yamaha XT 600 E del '94

Prodotta dal 1982 al 1984.

## XT 600
Prodotta dal 1983 al 2003, sostituita dalla XT 660.

## XTZ 660

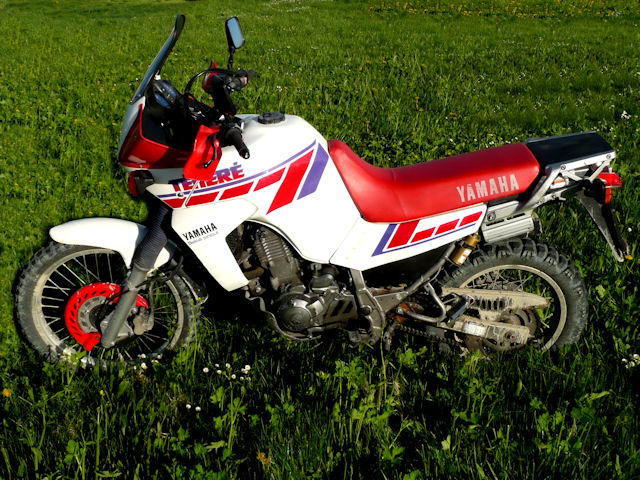
Yamaha XTZ 660 Ténéré

Prodotta dal 1991 al 1998, monta un innovativo propulsore monocilindrico a 5 valvole (caratteristica diventata poi un "marchio di fabbrica" Yamaha), raffreddato a liquido e con avviamento elettrico. La prima serie (3YF, 1991-1993) ha un solo faro rettangolare, mentre la seconda serie (4MY, 1994-1998) ha il doppio faro tondo, molto simile a quello del SuperTénéré XTZ-750. È dotata di una estesa carenatura con cupolino trasparente, ma risulta più pesante e stradale delle precedenti Ténéré raffreddate ad aria. Conseguentemente ha un successo commerciale inferiore ad esse, causa anche la concorrenza subita dal modello superiore XTZ 750 SuperTénéré.

## XTZ 750

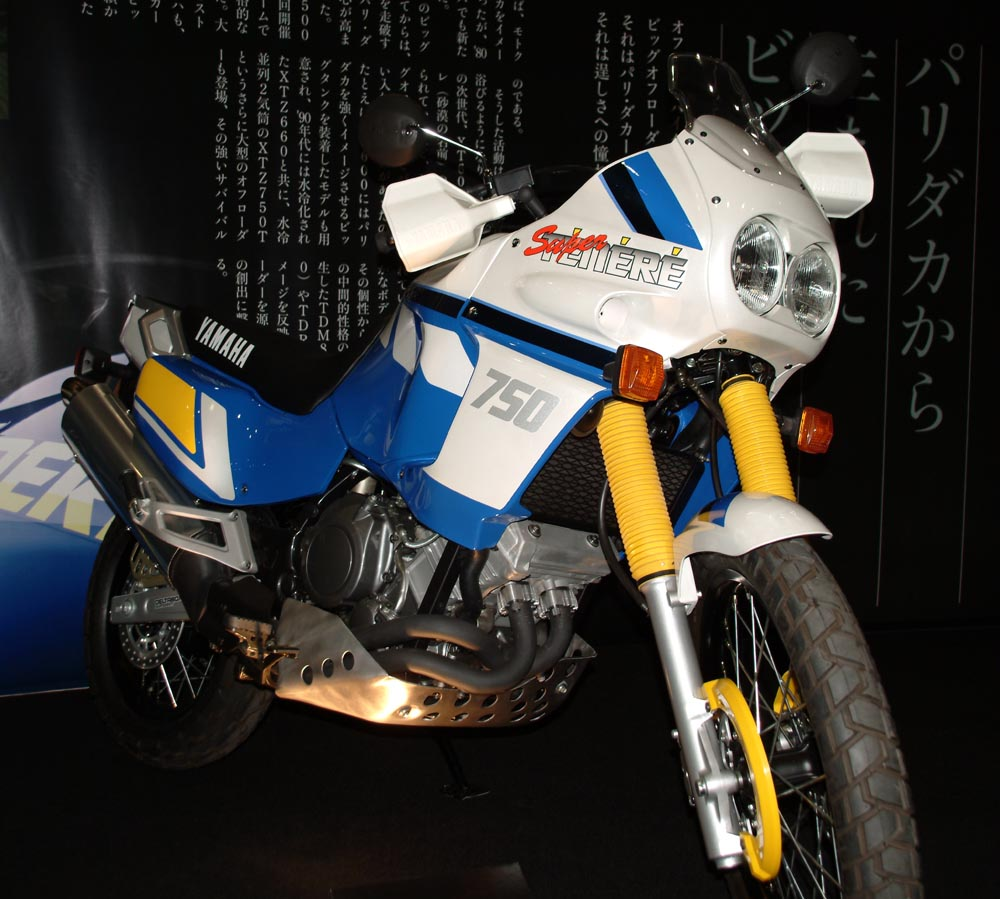
Yamaha XTZ 750 Super Ténéré

Prodotta dal 1989 al 1998, nella versione da deserto (Super Ténéré).
Contrariamente alle XT già a catalogo sino ad allora, ed alla XTZ 660 Ténéré, la Super Ténéré era dotata di un motore bicilindrico raffreddato a liquido, ispirato a quello della Yamaha FZ, con cilindri inclinati di 45º e distribuzione bialbero a 5 valvole per cilindro.
La moto nasce per l'enduro veloce, sulla scia della BMW R80 GS, della Cagiva Elefant e della Honda Africa Twin. È munita di un serbatoio di dimensioni imponenti, il cupolino anteriore è rotondeggiante e ospita il doppio faro rotondo, gli indicatori direzionali sono di forma squadrata, il parafango è di tipo basso.
La sella è di tipo monolivello e il passeggero può usufruire delle maniglie passeggero poste dietro la sella, l'impianto di scarico (a singolo silenziatore laterale) e il motore sono protetti da una protezione inferiore, anche l'impianto frenante anteriore è protetto, ma in questo caso da una copertura in plastica.

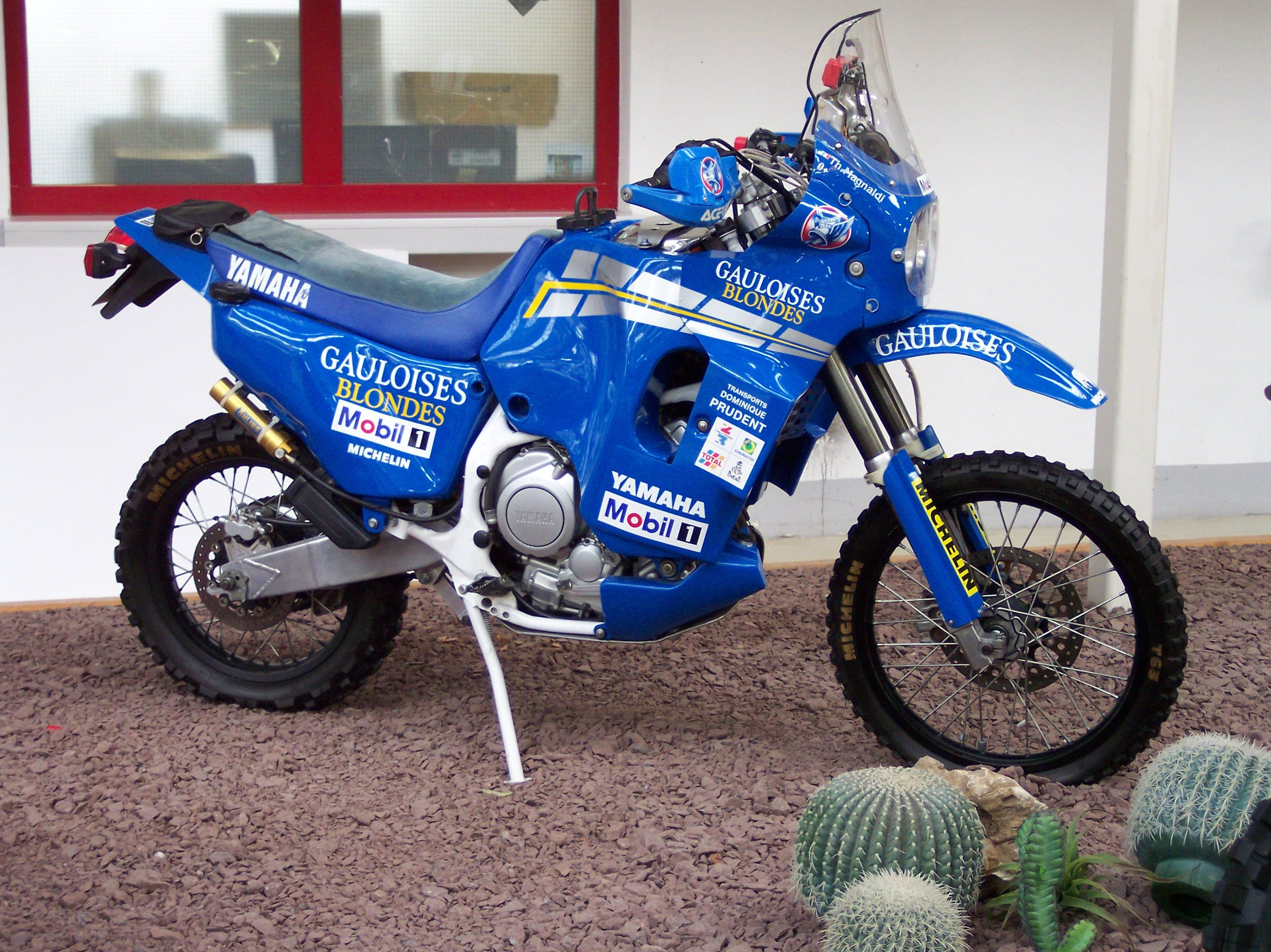
Yamaha XT 850 Z Super Ténéré

## XTZ 850
Prodotta dal 1992 al 1994, nella versione da deserto (Super Ténéré), ha come peculiarità il parafango anteriore di tipo alto.

## XT 660

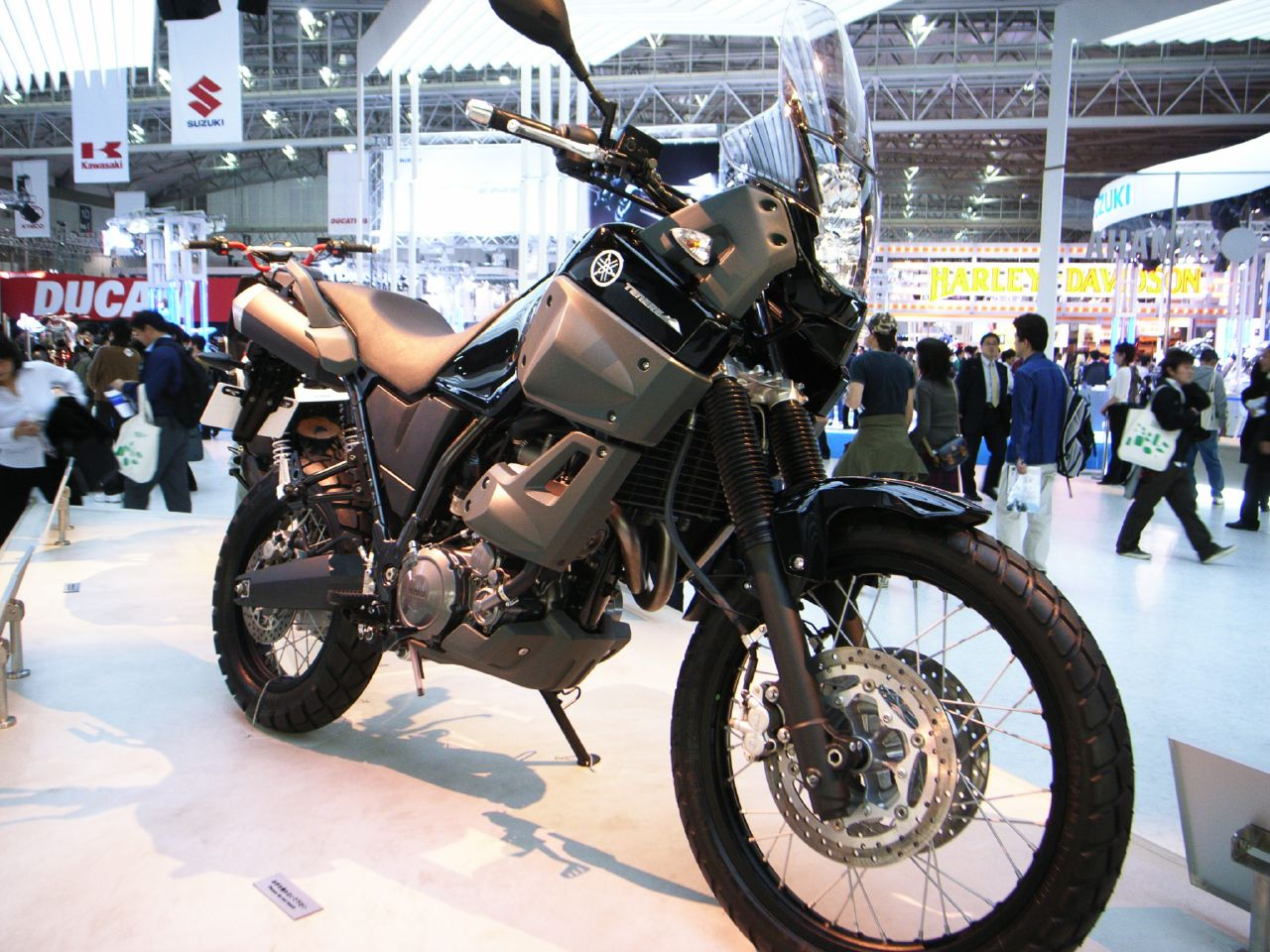
Yamaha XT 660 Z Ténéré

Questa moto è in produzione dal 2004 al 2016, inizialmente era disponibile in due versioni "R" e "X", poi nel 2008 è stata presentata la versione "Z Ténéré", le prime due sono versioni standard, dove la "R" è l'enduro, mentre la "X" è la supermotard, questa nuova versione è invece si una versione già presentata in altre cilindrate, ma poco usata dalle varie case.

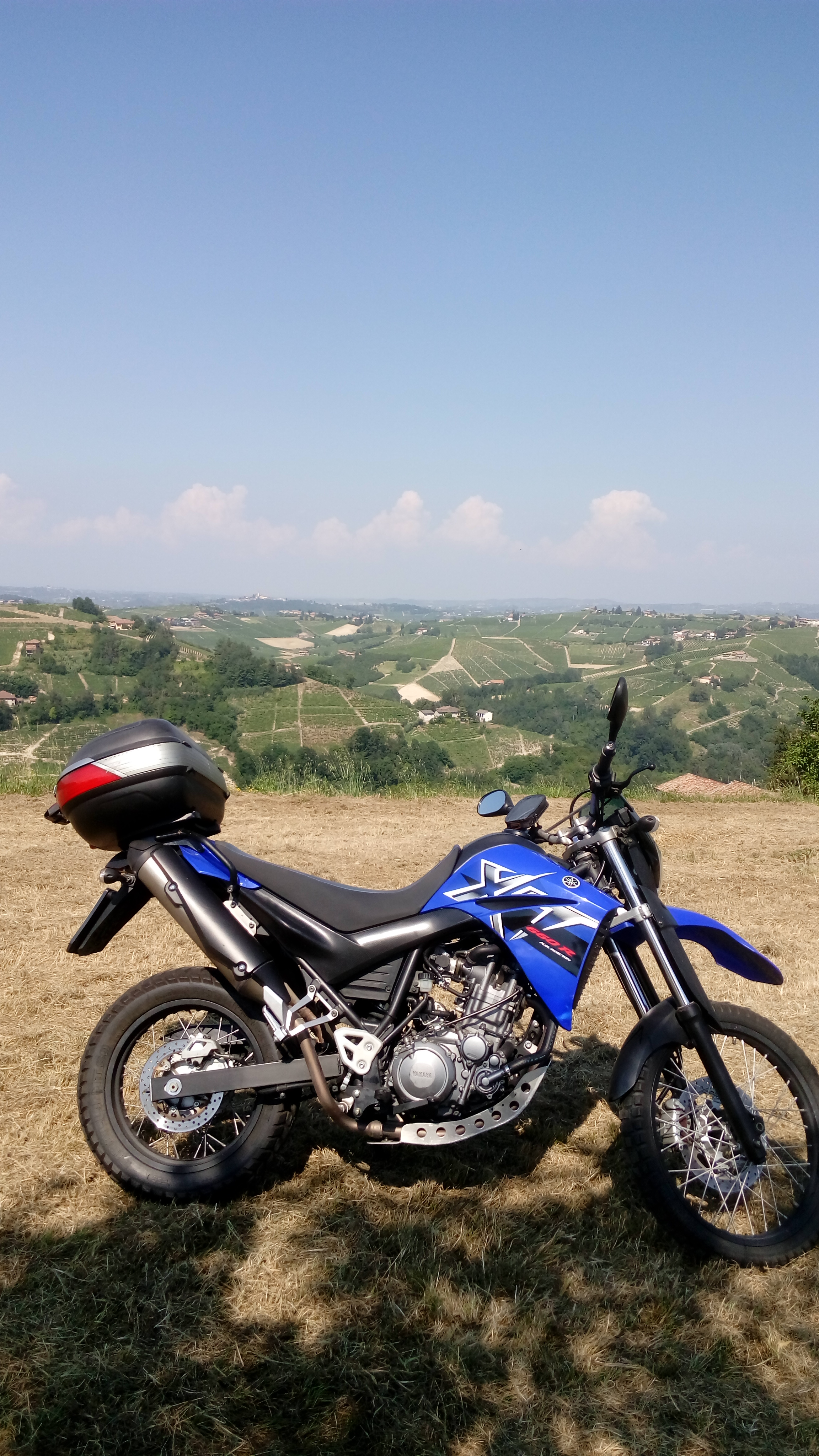
Yamaha XT 660 R

La versione "Z Ténéré" è simile alle vecchie XT 600 Ténéré, ma molto diversa al tempo stesso, infatti ha un cupolino decisamente più alto e i fari sovrapposti, un serbatoio più allungato verso la sella, la quale è più scavata, un doppio freno a disco anteriore, una strumentazione più completa, rapportatura del cambio e mappatura della centralina più orientate alla fluidità dell'erogazione della potenza, le varie protezioni, del motore e via dicendo sono più bombate. Inoltre possiede un motore raffreddato a liquido ed un telaio rinnovato dove spicca l'ottima forcella posteriore in lega d'alluminio. Le sospensioni sono regolabili sia all'anteriore che nel posteriore.

## XT 1200 Z
Nel 2010 è stata introdotta una nuova cilindrata, la 1200, disponibile nella sola versione da deserto (Super Ténéré); la moto risulta più massiccia rispetto alla cilindrata 660, dalla quale comunque riprende lo stile e il design.
Nel 2014 è stata introdotta la nuova versione ZE. Il design è ripreso dalle precedenti moto che parteciparono alle competizioni raid. Dietro la parte frontale è posto un serbatoio dalla capacità di 23 litri, e sempre in questa sezione è presente un nuovo cupolino regolabile senza l'impiego di chiavi o di altri attrezzi meccanici. Ai lati sono posizionate due alette paracolpi per evitare danni in caso di caduta del mezzo, mentre nella sezione posteriore sono impiantati due nuovi indicatori con tecnologia LED. Il computer di bordo è composto da due display LCD. Il propulsore che equipaggia la moto è un bicilindrico in linea dotato di un pistone con curvatura migliorata che ospita delle fasce con spessore ridotto. Le camme dell'albero di distribuzione hanno ricevuto un nuovo profilo, mentre la fluidodinamica è stata migliorata ridisegnando i flussi di aspirazione e di scarico. Ciò fa erogare al motore 112 CV e con 117 Nm di coppia. Il telaio Backcone è formato da tubi in acciaio. Le sospensioni possono essere regolate nelle tre configurazioni Soft, Standard e Hard.

## Caratteristiche tecniche

### Fino a 400 cm³
| Caratteristiche tecniche - Yamaha XT 125 X (tra parentesi i valori dell'XT 125 R) | Caratteristiche tecniche - Yamaha XT 125 X (tra parentesi i valori dell'XT 125 R)                      | Caratteristiche tecniche - Yamaha XT 125 X (tra parentesi i valori dell'XT 125 R)                      | Caratteristiche tecniche - Yamaha XT 125 X (tra parentesi i valori dell'XT 125 R)                      | Caratteristiche tecniche - Yamaha XT 125 X (tra parentesi i valori dell'XT 125 R)                      | Caratteristiche tecniche - Yamaha XT 125 X (tra parentesi i valori dell'XT 125 R)                      |
| Dimensioni e pesi                                                                 | Dimensioni e pesi                                                                                      | Dimensioni e pesi                                                                                      | Dimensioni e pesi                                                                                      | Dimensioni e pesi                                                                                      | Dimensioni e pesi                                                                                      |
| --------------------------------------------------------------------------------- | --- | --- | --- | --- | --- |
| Ingombri (lungh.×largh.×alt.)                                                     | 2110 (1995) × 860 (840) × 1130 (1125) mm                                                               | 2110 (1995) × 860 (840) × 1130 (1125) mm                                                               | 2110 (1995) × 860 (840) × 1130 (1125) mm                                                               | 2110 (1995) × 860 (840) × 1130 (1125) mm                                                               | 2110 (1995) × 860 (840) × 1130 (1125) mm                                                               |
| Altezze                                                                           | Sella: 830 (860) mm - Minima da terra: 190 (220) mm                                                    | Sella: 830 (860) mm - Minima da terra: 190 (220) mm                                                    | Sella: 830 (860) mm - Minima da terra: 190 (220) mm                                                    | Sella: 830 (860) mm - Minima da terra: 190 (220) mm                                                    | Sella: 830 (860) mm - Minima da terra: 190 (220) mm                                                    |
| Interasse: 1335 (1335) mm                                                         | Interasse: 1335 (1335) mm                                                                              | Massa a vuoto: 106 (116) kg                                                                            | Massa a vuoto: 106 (116) kg                                                                            | Serbatoio: 10 l                                                                                        | Serbatoio: 10 l                                                                                        |
| Meccanica                                                                         | | | | | |
| Tipo motore: Monocilindrico a 4 tempi                                             | Tipo motore: Monocilindrico a 4 tempi                                                                  | Tipo motore: Monocilindrico a 4 tempi                                                                  | Tipo motore: Monocilindrico a 4 tempi                                                                  | Raffreddamento: ad aria                                                                                | Raffreddamento: ad aria                                                                                |
| Cilindrata                                                                        | 124 cm³ (Alesaggio 54,0 × Corsa 54,0 mm)                                                               | 124 cm³ (Alesaggio 54,0 × Corsa 54,0 mm)                                                               | 124 cm³ (Alesaggio 54,0 × Corsa 54,0 mm)                                                               | 124 cm³ (Alesaggio 54,0 × Corsa 54,0 mm)                                                               | 124 cm³ (Alesaggio 54,0 × Corsa 54,0 mm)                                                               |
| Distribuzione: SOHC                                                               | Distribuzione: SOHC                                                                                    | Distribuzione: SOHC                                                                                    | Alimentazione: carburatore Mikuni VM 20 SS                                                             | Alimentazione: carburatore Mikuni VM 20 SS                                                             | Alimentazione: carburatore Mikuni VM 20 SS                                                             |
| Potenza: 7,3kW (10,0CV) a 8.500 rpm                                               | Potenza: 7,3kW (10,0CV) a 8.500 rpm                                                                    | Coppia: 9,5 Nm a 5.500 rpm                                                                             | Coppia: 9,5 Nm a 5.500 rpm                                                                             | Rapporto di compressione:                                                                              | Rapporto di compressione:                                                                              |
| Frizione: dischi multipli in bagno d'olio                                         | Frizione: dischi multipli in bagno d'olio                                                              | Frizione: dischi multipli in bagno d'olio                                                              | Cambio: 5 marce (sempre in presa)                                                                      | Cambio: 5 marce (sempre in presa)                                                                      | Cambio: 5 marce (sempre in presa)                                                                      |
| Accensione                                                                        | elettronica CDI                                                                                        | elettronica CDI                                                                                        | elettronica CDI                                                                                        | elettronica CDI                                                                                        | elettronica CDI                                                                                        |
| Trasmissione                                                                      | a catena                                                                                               | a catena                                                                                               | a catena                                                                                               | a catena                                                                                               | a catena                                                                                               |
| Avviamento                                                                        | elettrico e a pedale                                                                                   | elettrico e a pedale                                                                                   | elettrico e a pedale                                                                                   | elettrico e a pedale                                                                                   | elettrico e a pedale                                                                                   |
| Ciclistica                                                                        | | | | | |
| Telaio                                                                            | in acciaio scatolato                                                                                   | in acciaio scatolato                                                                                   | in acciaio scatolato                                                                                   | in acciaio scatolato                                                                                   | in acciaio scatolato                                                                                   |
| Sospensioni                                                                       | Anteriore: Forcella telescopica "SHOWA" / Posteriore: Monoammortizzatore con regolazione del precarico | Anteriore: Forcella telescopica "SHOWA" / Posteriore: Monoammortizzatore con regolazione del precarico | Anteriore: Forcella telescopica "SHOWA" / Posteriore: Monoammortizzatore con regolazione del precarico | Anteriore: Forcella telescopica "SHOWA" / Posteriore: Monoammortizzatore con regolazione del precarico | Anteriore: Forcella telescopica "SHOWA" / Posteriore: Monoammortizzatore con regolazione del precarico |
| Freni                                                                             | Anteriore: a disco diametro 260mm (245 mm) / Posteriore: a disco diametro 220 mm                       | Anteriore: a disco diametro 260mm (245 mm) / Posteriore: a disco diametro 220 mm                       | Anteriore: a disco diametro 260mm (245 mm) / Posteriore: a disco diametro 220 mm                       | Anteriore: a disco diametro 260mm (245 mm) / Posteriore: a disco diametro 220 mm                       | Anteriore: a disco diametro 260mm (245 mm) / Posteriore: a disco diametro 220 mm                       |
| Pneumatici                                                                        | anteriore da 100/80 17 (90/90 21); posteriore da 130/70-17 (120/80 18)                                 | anteriore da 100/80 17 (90/90 21); posteriore da 130/70-17 (120/80 18)                                 | anteriore da 100/80 17 (90/90 21); posteriore da 130/70-17 (120/80 18)                                 | anteriore da 100/80 17 (90/90 21); posteriore da 130/70-17 (120/80 18)                                 | anteriore da 100/80 17 (90/90 21); posteriore da 130/70-17 (120/80 18)                                 |
| Fonte dei dati:                                                                   | | | | | |

| Caratteristiche tecniche - Yamaha XT 200  | Caratteristiche tecniche - Yamaha XT 200                                                       | Caratteristiche tecniche - Yamaha XT 200                                                       | Caratteristiche tecniche - Yamaha XT 200                                                       | Caratteristiche tecniche - Yamaha XT 200                                                       | Caratteristiche tecniche - Yamaha XT 200                                                       |
| Dimensioni e pesi                         | Dimensioni e pesi                                                                              | Dimensioni e pesi                                                                              | Dimensioni e pesi                                                                              | Dimensioni e pesi                                                                              | Dimensioni e pesi                                                                              |
| ----------------------------------------- | ---------------------------------------------------------------------------------------------- | ---------------------------------------------------------------------------------------------- | ---------------------------------------------------------------------------------------------- | ---------------------------------------------------------------------------------------------- | ---------------------------------------------------------------------------------------------- |
| Interasse:                                | Interasse:                                                                                     | Massa a vuoto: 98 kg                                                                           | Massa a vuoto: 98 kg                                                                           | Serbatoio:                                                                                     | Serbatoio:                                                                                     |
| Meccanica                                 |                                                                                                |                                                                                                |                                                                                                |                                                                                                |                                                                                                |
| Tipo motore: Monocilindrico a 4 tempi     | Tipo motore: Monocilindrico a 4 tempi                                                          | Tipo motore: Monocilindrico a 4 tempi                                                          | Tipo motore: Monocilindrico a 4 tempi                                                          | Raffreddamento: ad aria                                                                        | Raffreddamento: ad aria                                                                        |
| Cilindrata                                | 196 cm³ (Alesaggio 67,0 × Corsa 55,7 mm)                                                       | 196 cm³ (Alesaggio 67,0 × Corsa 55,7 mm)                                                       | 196 cm³ (Alesaggio 67,0 × Corsa 55,7 mm)                                                       | 196 cm³ (Alesaggio 67,0 × Corsa 55,7 mm)                                                       | 196 cm³ (Alesaggio 67,0 × Corsa 55,7 mm)                                                       |
| Distribuzione: SOHC                       | Distribuzione: SOHC                                                                            | Distribuzione: SOHC                                                                            | Alimentazione: carburatore                                                                     | Alimentazione: carburatore                                                                     | Alimentazione: carburatore                                                                     |
| Potenza: 13,24 kW (18 CV) a 8.500 rpm     | Potenza: 13,24 kW (18 CV) a 8.500 rpm                                                          | Coppia: 15,7 Nm a 8.000 rpm                                                                    | Coppia: 15,7 Nm a 8.000 rpm                                                                    | Rapporto di compressione:                                                                      | Rapporto di compressione:                                                                      |
| Frizione: dischi multipli in bagno d'olio | Frizione: dischi multipli in bagno d'olio                                                      | Frizione: dischi multipli in bagno d'olio                                                      | Cambio:                                                                                        | Cambio:                                                                                        | Cambio:                                                                                        |
| Accensione                                | elettronica CDI                                                                                | elettronica CDI                                                                                | elettronica CDI                                                                                | elettronica CDI                                                                                | elettronica CDI                                                                                |
| Trasmissione                              | a catena                                                                                       | a catena                                                                                       | a catena                                                                                       | a catena                                                                                       | a catena                                                                                       |
| Avviamento                                | a pedale                                                                                       | a pedale                                                                                       | a pedale                                                                                       | a pedale                                                                                       | a pedale                                                                                       |
| Ciclistica                                |                                                                                                |                                                                                                |                                                                                                |                                                                                                |                                                                                                |
| Telaio                                    | in acciaio scatolato                                                                           | in acciaio scatolato                                                                           | in acciaio scatolato                                                                           | in acciaio scatolato                                                                           | in acciaio scatolato                                                                           |
| Sospensioni                               | Anteriore: Forcella telescopica / Posteriore: Monoammortizzatore con regolazione del precarico | Anteriore: Forcella telescopica / Posteriore: Monoammortizzatore con regolazione del precarico | Anteriore: Forcella telescopica / Posteriore: Monoammortizzatore con regolazione del precarico | Anteriore: Forcella telescopica / Posteriore: Monoammortizzatore con regolazione del precarico | Anteriore: Forcella telescopica / Posteriore: Monoammortizzatore con regolazione del precarico |
| Freni                                     | Anteriore: a tamburo / Posteriore: a tamburo                                                   | Anteriore: a tamburo / Posteriore: a tamburo                                                   | Anteriore: a tamburo / Posteriore: a tamburo                                                   | Anteriore: a tamburo / Posteriore: a tamburo                                                   | Anteriore: a tamburo / Posteriore: a tamburo                                                   |
| Pneumatici                                | anteriore da 2.75 21; posteriore da 4,10 18                                                    | anteriore da 2.75 21; posteriore da 4,10 18                                                    | anteriore da 2.75 21; posteriore da 4,10 18                                                    | anteriore da 2.75 21; posteriore da 4,10 18                                                    | anteriore da 2.75 21; posteriore da 4,10 18                                                    |
| Fonte dei dati:                           |                                                                                                |                                                                                                |                                                                                                |                                                                                                |                                                                                                |

| Caratteristiche tecniche - Yamaha XT 225 1993-2005 | Caratteristiche tecniche - Yamaha XT 225 1993-2005                                             | Caratteristiche tecniche - Yamaha XT 225 1993-2005                                             | Caratteristiche tecniche - Yamaha XT 225 1993-2005                                             | Caratteristiche tecniche - Yamaha XT 225 1993-2005                                             | Caratteristiche tecniche - Yamaha XT 225 1993-2005                                             |
| Dimensioni e pesi                                  | Dimensioni e pesi                                                                              | Dimensioni e pesi                                                                              | Dimensioni e pesi                                                                              | Dimensioni e pesi                                                                              | Dimensioni e pesi                                                                              |
| -------------------------------------------------- | ---------------------------------------------------------------------------------------------- | ---------------------------------------------------------------------------------------------- | ---------------------------------------------------------------------------------------------- | ---------------------------------------------------------------------------------------------- | ---------------------------------------------------------------------------------------------- |
| Interasse:                                         | Interasse:                                                                                     | Massa a vuoto: 108 kg                                                                          | Massa a vuoto: 108 kg                                                                          | Serbatoio: 10 l                                                                                | Serbatoio: 10 l                                                                                |
| Meccanica                                          |                                                                                                |                                                                                                |                                                                                                |                                                                                                |                                                                                                |
| Tipo motore: Monocilindrico a 4 tempi              | Tipo motore: Monocilindrico a 4 tempi                                                          | Tipo motore: Monocilindrico a 4 tempi                                                          | Tipo motore: Monocilindrico a 4 tempi                                                          | Raffreddamento: ad aria                                                                        | Raffreddamento: ad aria                                                                        |
| Cilindrata                                         | 223 cm³ (Alesaggio 70 × Corsa 58 mm)                                                           | 223 cm³ (Alesaggio 70 × Corsa 58 mm)                                                           | 223 cm³ (Alesaggio 70 × Corsa 58 mm)                                                           | 223 cm³ (Alesaggio 70 × Corsa 58 mm)                                                           | 223 cm³ (Alesaggio 70 × Corsa 58 mm)                                                           |
| Distribuzione: SOHC                                | Distribuzione: SOHC                                                                            | Distribuzione: SOHC                                                                            | Alimentazione: carburatore Mikuni da 34 mm                                                     | Alimentazione: carburatore Mikuni da 34 mm                                                     | Alimentazione: carburatore Mikuni da 34 mm                                                     |
| Frizione: dischi multipli in bagno d'olio          | Frizione: dischi multipli in bagno d'olio                                                      | Frizione: dischi multipli in bagno d'olio                                                      | Cambio: sequenziale a 6 marce (sempre in presa)                                                | Cambio: sequenziale a 6 marce (sempre in presa)                                                | Cambio: sequenziale a 6 marce (sempre in presa)                                                |
| Accensione                                         | elettronica CDI                                                                                | elettronica CDI                                                                                | elettronica CDI                                                                                | elettronica CDI                                                                                | elettronica CDI                                                                                |
| Trasmissione                                       | a catena                                                                                       | a catena                                                                                       | a catena                                                                                       | a catena                                                                                       | a catena                                                                                       |
| Avviamento                                         | a pedale                                                                                       | a pedale                                                                                       | a pedale                                                                                       | a pedale                                                                                       | a pedale                                                                                       |
| Ciclistica                                         |                                                                                                |                                                                                                |                                                                                                |                                                                                                |                                                                                                |
| Telaio                                             | in acciaio scatolato                                                                           | in acciaio scatolato                                                                           | in acciaio scatolato                                                                           | in acciaio scatolato                                                                           | in acciaio scatolato                                                                           |
| Sospensioni                                        | Anteriore: Forcella telescopica / Posteriore: Monoammortizzatore con regolazione del precarico | Anteriore: Forcella telescopica / Posteriore: Monoammortizzatore con regolazione del precarico | Anteriore: Forcella telescopica / Posteriore: Monoammortizzatore con regolazione del precarico | Anteriore: Forcella telescopica / Posteriore: Monoammortizzatore con regolazione del precarico | Anteriore: Forcella telescopica / Posteriore: Monoammortizzatore con regolazione del precarico |
| Freni                                              | Anteriore: a disco da 220 mm / Posteriore: a disco da 110 mm                                   | Anteriore: a disco da 220 mm / Posteriore: a disco da 110 mm                                   | Anteriore: a disco da 220 mm / Posteriore: a disco da 110 mm                                   | Anteriore: a disco da 220 mm / Posteriore: a disco da 110 mm                                   | Anteriore: a disco da 220 mm / Posteriore: a disco da 110 mm                                   |
| Pneumatici                                         | anteriore da 3.00 21; posteriore da 120/80 18                                                  | anteriore da 3.00 21; posteriore da 120/80 18                                                  | anteriore da 3.00 21; posteriore da 120/80 18                                                  | anteriore da 3.00 21; posteriore da 120/80 18                                                  | anteriore da 3.00 21; posteriore da 120/80 18                                                  |
| Fonte dei dati:                                    |                                                                                                |                                                                                                |                                                                                                |                                                                                                |                                                                                                |

| Caratteristiche tecniche - Yamaha XT 400  | Caratteristiche tecniche - Yamaha XT 400                                                       | Caratteristiche tecniche - Yamaha XT 400                                                       | Caratteristiche tecniche - Yamaha XT 400                                                       | Caratteristiche tecniche - Yamaha XT 400                                                       | Caratteristiche tecniche - Yamaha XT 400                                                       |
| Dimensioni e pesi                         | Dimensioni e pesi                                                                              | Dimensioni e pesi                                                                              | Dimensioni e pesi                                                                              | Dimensioni e pesi                                                                              | Dimensioni e pesi                                                                              |
| ----------------------------------------- | ---------------------------------------------------------------------------------------------- | ---------------------------------------------------------------------------------------------- | ---------------------------------------------------------------------------------------------- | ---------------------------------------------------------------------------------------------- | ---------------------------------------------------------------------------------------------- |
| Interasse:                                | Interasse:                                                                                     | Massa a vuoto: 133 kg                                                                          | Massa a vuoto: 133 kg                                                                          | Serbatoio:                                                                                     | Serbatoio:                                                                                     |
| Meccanica                                 |                                                                                                |                                                                                                |                                                                                                |                                                                                                |                                                                                                |
| Tipo motore: Monocilindrico a 4 tempi     | Tipo motore: Monocilindrico a 4 tempi                                                          | Tipo motore: Monocilindrico a 4 tempi                                                          | Tipo motore: Monocilindrico a 4 tempi                                                          | Raffreddamento: ad aria                                                                        | Raffreddamento: ad aria                                                                        |
| Cilindrata                                | 399 cm³ (Alesaggio 87 × Corsa 67,2 mm)                                                         | 399 cm³ (Alesaggio 87 × Corsa 67,2 mm)                                                         | 399 cm³ (Alesaggio 87 × Corsa 67,2 mm)                                                         | 399 cm³ (Alesaggio 87 × Corsa 67,2 mm)                                                         | 399 cm³ (Alesaggio 87 × Corsa 67,2 mm)                                                         |
| Distribuzione: SOHC                       | Distribuzione: SOHC                                                                            | Distribuzione: SOHC                                                                            | Alimentazione: carburatore                                                                     | Alimentazione: carburatore                                                                     | Alimentazione: carburatore                                                                     |
| Potenza: 21,32 kW (29 CV) a 7.000 rpm     | Potenza: 21,32 kW (29 CV) a 7.000 rpm                                                          | Coppia:                                                                                        | Coppia:                                                                                        | Rapporto di compressione:                                                                      | Rapporto di compressione:                                                                      |
| Frizione: dischi multipli in bagno d'olio | Frizione: dischi multipli in bagno d'olio                                                      | Frizione: dischi multipli in bagno d'olio                                                      | Cambio:                                                                                        | Cambio:                                                                                        | Cambio:                                                                                        |
| Accensione                                | elettronica CDI                                                                                | elettronica CDI                                                                                | elettronica CDI                                                                                | elettronica CDI                                                                                | elettronica CDI                                                                                |
| Trasmissione                              | a catena                                                                                       | a catena                                                                                       | a catena                                                                                       | a catena                                                                                       | a catena                                                                                       |
| Avviamento                                | a pedale                                                                                       | a pedale                                                                                       | a pedale                                                                                       | a pedale                                                                                       | a pedale                                                                                       |
| Ciclistica                                |                                                                                                |                                                                                                |                                                                                                |                                                                                                |                                                                                                |
| Telaio                                    | in acciaio scatolato                                                                           | in acciaio scatolato                                                                           | in acciaio scatolato                                                                           | in acciaio scatolato                                                                           | in acciaio scatolato                                                                           |
| Sospensioni                               | Anteriore: Forcella telescopica / Posteriore: Monoammortizzatore con regolazione del precarico | Anteriore: Forcella telescopica / Posteriore: Monoammortizzatore con regolazione del precarico | Anteriore: Forcella telescopica / Posteriore: Monoammortizzatore con regolazione del precarico | Anteriore: Forcella telescopica / Posteriore: Monoammortizzatore con regolazione del precarico | Anteriore: Forcella telescopica / Posteriore: Monoammortizzatore con regolazione del precarico |
| Freni                                     | Anteriore: a tamburo / Posteriore: a tamburo                                                   | Anteriore: a tamburo / Posteriore: a tamburo                                                   | Anteriore: a tamburo / Posteriore: a tamburo                                                   | Anteriore: a tamburo / Posteriore: a tamburo                                                   | Anteriore: a tamburo / Posteriore: a tamburo                                                   |
| Pneumatici                                | anteriore da 3.00 21; posteriore da 4,60 18                                                    | anteriore da 3.00 21; posteriore da 4,60 18                                                    | anteriore da 3.00 21; posteriore da 4,60 18                                                    | anteriore da 3.00 21; posteriore da 4,60 18                                                    | anteriore da 3.00 21; posteriore da 4,60 18                                                    |
| Fonte dei dati:                           |                                                                                                |                                                                                                |                                                                                                |                                                                                                |                                                                                                |

### Oltre i 400 cm³
| Caratteristiche tecniche - Yamaha XTZ 660 Ténéré (3YF) | Caratteristiche tecniche - Yamaha XTZ 660 Ténéré (3YF)                                                                                | Caratteristiche tecniche - Yamaha XTZ 660 Ténéré (3YF)                                                                                | Caratteristiche tecniche - Yamaha XTZ 660 Ténéré (3YF)                                                                                | Caratteristiche tecniche - Yamaha XTZ 660 Ténéré (3YF)                                                                                | Caratteristiche tecniche - Yamaha XTZ 660 Ténéré (3YF)                                                                                |
| Dimensioni e pesi                                      | Dimensioni e pesi | Dimensioni e pesi | Dimensioni e pesi | Dimensioni e pesi | Dimensioni e pesi |
| ------------------------------------------------------ | --- | --- | --- | --- | --- |
| Ingombri (lungh.×largh.×alt.)                          | 2265 × 885 × 1355 mm | 2265 × 885 × 1355 mm | 2265 × 885 × 1355 mm | 2265 × 885 × 1355 mm | 2265 × 885 × 1355 mm |
| Altezze                                                | Sella: 865 mm - Minima da terra: 245 mm                                                                                               | Sella: 865 mm - Minima da terra: 245 mm                                                                                               | Sella: 865 mm - Minima da terra: 245 mm                                                                                               | Sella: 865 mm - Minima da terra: 245 mm                                                                                               | Sella: 865 mm - Minima da terra: 245 mm                                                                                               |
| Interasse: 1495 mm                                     | Interasse: 1495 mm | Massa a vuoto: 195 (con olio e serbatoio carburante pieno) kg                                                                         | Massa a vuoto: 195 (con olio e serbatoio carburante pieno) kg                                                                         | Serbatoio: 20 l | Serbatoio: 20 l |
| Meccanica                                              | | | | | |
| Tipo motore: Monocilindrico a 4 tempi "Yamaha"         | Tipo motore: Monocilindrico a 4 tempi "Yamaha"                                                                                        | Tipo motore: Monocilindrico a 4 tempi "Yamaha"                                                                                        | Tipo motore: Monocilindrico a 4 tempi "Yamaha"                                                                                        | Raffreddamento: a liquido | Raffreddamento: a liquido |
| Cilindrata                                             | 660 cm³ (Alesaggio 100 × Corsa 84 mm)                                                                                                 | 660 cm³ (Alesaggio 100 × Corsa 84 mm)                                                                                                 | 660 cm³ (Alesaggio 100 × Corsa 84 mm)                                                                                                 | 660 cm³ (Alesaggio 100 × Corsa 84 mm)                                                                                                 | 660 cm³ (Alesaggio 100 × Corsa 84 mm)                                                                                                 |
| Distribuzione: SOHC 5 valvole                          | Distribuzione: SOHC 5 valvole | Distribuzione: SOHC 5 valvole | Alimentazione: doppio carburatore a membrana Y26PV/TEIKEI                                                                             | Alimentazione: doppio carburatore a membrana Y26PV/TEIKEI                                                                             | Alimentazione: doppio carburatore a membrana Y26PV/TEIKEI                                                                             |
| Potenza: 35,3 kW (48 CV) a 6.250 rpm                   | Potenza: 35,3 kW (48 CV) a 6.250 rpm                                                                                                  | Coppia: 53,9 Nm a 5.250 rpm | Coppia: 53,9 Nm a 5.250 rpm | Rapporto di compressione: 8.5:1 | Rapporto di compressione: 8.5:1 |
| Frizione: dischi multipli in bagno d'olio              | Frizione: dischi multipli in bagno d'olio                                                                                             | Frizione: dischi multipli in bagno d'olio                                                                                             | Cambio: sequenziale a 5 marce (sempre in presa)                                                                                       | Cambio: sequenziale a 5 marce (sempre in presa)                                                                                       | Cambio: sequenziale a 5 marce (sempre in presa)                                                                                       |
| Accensione                                             | digitale TCI | digitale TCI | digitale TCI | digitale TCI | digitale TCI |
| Trasmissione                                           | primaria a ingranaggi; secondaria a catena                                                                                            | primaria a ingranaggi; secondaria a catena                                                                                            | primaria a ingranaggi; secondaria a catena                                                                                            | primaria a ingranaggi; secondaria a catena                                                                                            | primaria a ingranaggi; secondaria a catena                                                                                            |
| Avviamento                                             | elettrico | elettrico | elettrico | elettrico | elettrico |
| Ciclistica                                             | | | | | |
| Telaio                                                 | a losanga in acciaio | a losanga in acciaio | a losanga in acciaio | a losanga in acciaio | a losanga in acciaio |
| Sospensioni                                            | Anteriore: Forcella telescopica tradizionale, corsa:220mm / Posteriore: Monoammortizzatore con regolazione del precarico, corsa:200mm | Anteriore: Forcella telescopica tradizionale, corsa:220mm / Posteriore: Monoammortizzatore con regolazione del precarico, corsa:200mm | Anteriore: Forcella telescopica tradizionale, corsa:220mm / Posteriore: Monoammortizzatore con regolazione del precarico, corsa:200mm | Anteriore: Forcella telescopica tradizionale, corsa:220mm / Posteriore: Monoammortizzatore con regolazione del precarico, corsa:200mm | Anteriore: Forcella telescopica tradizionale, corsa:220mm / Posteriore: Monoammortizzatore con regolazione del precarico, corsa:200mm |
| Freni                                                  | Anteriore: a disco da 280 mm / Posteriore: a disco da 220 mm                                                                          | Anteriore: a disco da 280 mm / Posteriore: a disco da 220 mm                                                                          | Anteriore: a disco da 280 mm / Posteriore: a disco da 220 mm                                                                          | Anteriore: a disco da 280 mm / Posteriore: a disco da 220 mm                                                                          | Anteriore: a disco da 280 mm / Posteriore: a disco da 220 mm                                                                          |
| Pneumatici                                             | anteriore da 90/90 21 54S; posteriore da 130/80 17 64S                                                                                | anteriore da 90/90 21 54S; posteriore da 130/80 17 64S                                                                                | anteriore da 90/90 21 54S; posteriore da 130/80 17 64S                                                                                | anteriore da 90/90 21 54S; posteriore da 130/80 17 64S                                                                                | anteriore da 90/90 21 54S; posteriore da 130/80 17 64S                                                                                |
| Fonte dei dati:                                        | | | | | |

| Caratteristiche tecniche - Yamaha XTZ 750 Super Ténéré - 1989                             | Caratteristiche tecniche - Yamaha XTZ 750 Super Ténéré - 1989                                                                                         | Caratteristiche tecniche - Yamaha XTZ 750 Super Ténéré - 1989                                                                                         | Caratteristiche tecniche - Yamaha XTZ 750 Super Ténéré - 1989                                                                                         | Caratteristiche tecniche - Yamaha XTZ 750 Super Ténéré - 1989                                                                                         | Caratteristiche tecniche - Yamaha XTZ 750 Super Ténéré - 1989                                                                                         |
| Dimensioni e pesi                                                                         | Dimensioni e pesi | Dimensioni e pesi | Dimensioni e pesi | Dimensioni e pesi | Dimensioni e pesi |
| ----------------------------------------------------------------------------------------- | --- | --- | --- | --- | --- |
| Ingombri (lungh.×largh.×alt.)                                                             | 2285 × 815 × 1355 mm | 2285 × 815 × 1355 mm | 2285 × 815 × 1355 mm | 2285 × 815 × 1355 mm | 2285 × 815 × 1355 mm |
| Altezze                                                                                   | Sella: 865 mm - Minima da terra: 240 mm | Sella: 865 mm - Minima da terra: 240 mm | Sella: 865 mm - Minima da terra: 240 mm | Sella: 865 mm - Minima da terra: 240 mm | Sella: 865 mm - Minima da terra: 240 mm |
| Interasse: 1505 mm                                                                        | Interasse: 1505 mm | Massa a vuoto: 195 kg | Massa a vuoto: 195 kg | Serbatoio: 26 l | Serbatoio: 26 l |
| Meccanica                                                                                 | | | | | |
| Tipo motore: Bicilindrico parallelo frontemarcia a 4 tempi, con cilindri inclinati di 45° | Tipo motore: Bicilindrico parallelo frontemarcia a 4 tempi, con cilindri inclinati di 45°                                                             | Tipo motore: Bicilindrico parallelo frontemarcia a 4 tempi, con cilindri inclinati di 45°                                                             | Tipo motore: Bicilindrico parallelo frontemarcia a 4 tempi, con cilindri inclinati di 45°                                                             | Raffreddamento: a liquido | Raffreddamento: a liquido |
| Cilindrata                                                                                | 749 cm³ (Alesaggio 87 × Corsa 63 mm) | 749 cm³ (Alesaggio 87 × Corsa 63 mm) | 749 cm³ (Alesaggio 87 × Corsa 63 mm) | 749 cm³ (Alesaggio 87 × Corsa 63 mm) | 749 cm³ (Alesaggio 87 × Corsa 63 mm) |
| Distribuzione: DOHC a 5 valvole per cilindro                                              | Distribuzione: DOHC a 5 valvole per cilindro | Distribuzione: DOHC a 5 valvole per cilindro | Alimentazione: due carburatori Mikuni BDST 38 a depressione                                                                                           | Alimentazione: due carburatori Mikuni BDST 38 a depressione                                                                                           | Alimentazione: due carburatori Mikuni BDST 38 a depressione                                                                                           |
| Potenza: 70 CV a 7.500 giri/minuto                                                        | Potenza: 70 CV a 7.500 giri/minuto | Coppia: 6,7 kgm a 6.750 giri/minuto | Coppia: 6,7 kgm a 6.750 giri/minuto | Rapporto di compressione: 9,5:1 | Rapporto di compressione: 9,5:1 |
| Frizione: dischi multipli in bagno d'olio                                                 | Frizione: dischi multipli in bagno d'olio | Frizione: dischi multipli in bagno d'olio | Cambio: 5 marce a pedale | Cambio: 5 marce a pedale | Cambio: 5 marce a pedale |
| Accensione                                                                                | elettronica digitale con anticipo automatico elettronico                                                                                              | elettronica digitale con anticipo automatico elettronico                                                                                              | elettronica digitale con anticipo automatico elettronico                                                                                              | elettronica digitale con anticipo automatico elettronico                                                                                              | elettronica digitale con anticipo automatico elettronico                                                                                              |
| Trasmissione                                                                              | primaria a ingranaggi; secondaria a catena | primaria a ingranaggi; secondaria a catena | primaria a ingranaggi; secondaria a catena | primaria a ingranaggi; secondaria a catena | primaria a ingranaggi; secondaria a catena |
| Avviamento                                                                                | elettrico | elettrico | elettrico | elettrico | elettrico |
| Ciclistica                                                                                | | | | | |
| Telaio                                                                                    | monotrave in tubi d'acciaio, con culla smontabile | monotrave in tubi d'acciaio, con culla smontabile | monotrave in tubi d'acciaio, con culla smontabile | monotrave in tubi d'acciaio, con culla smontabile | monotrave in tubi d'acciaio, con culla smontabile |
| Sospensioni                                                                               | Anteriore: forcella teleidraulica con steli Ø 43 mm / Posteriore: forcellone oscillante e monoammortizzatore pneumoidraulico regolabile nel precarico | Anteriore: forcella teleidraulica con steli Ø 43 mm / Posteriore: forcellone oscillante e monoammortizzatore pneumoidraulico regolabile nel precarico | Anteriore: forcella teleidraulica con steli Ø 43 mm / Posteriore: forcellone oscillante e monoammortizzatore pneumoidraulico regolabile nel precarico | Anteriore: forcella teleidraulica con steli Ø 43 mm / Posteriore: forcellone oscillante e monoammortizzatore pneumoidraulico regolabile nel precarico | Anteriore: forcella teleidraulica con steli Ø 43 mm / Posteriore: forcellone oscillante e monoammortizzatore pneumoidraulico regolabile nel precarico |
| Freni                                                                                     | Anteriore: doppio disco Ø 245 mm / Posteriore: a disco Ø 245 mm                                                                                       | Anteriore: doppio disco Ø 245 mm / Posteriore: a disco Ø 245 mm                                                                                       | Anteriore: doppio disco Ø 245 mm / Posteriore: a disco Ø 245 mm                                                                                       | Anteriore: doppio disco Ø 245 mm / Posteriore: a disco Ø 245 mm                                                                                       | Anteriore: doppio disco Ø 245 mm / Posteriore: a disco Ø 245 mm                                                                                       |
| Pneumatici                                                                                | anteriore 90/90-21"; posteriore 140/80-17" | anteriore 90/90-21"; posteriore 140/80-17" | anteriore 90/90-21"; posteriore 140/80-17" | anteriore 90/90-21"; posteriore 140/80-17" | anteriore 90/90-21"; posteriore 140/80-17" |
| Prestazioni dichiarate                                                                    | | | | | |
| Velocità massima                                                                          | 185 km/h | 185 km/h | 185 km/h | 185 km/h | 185 km/h |
| Consumo                                                                                   | 7,8 l/100 km (a norme CUNA) | 7,8 l/100 km (a norme CUNA) | 7,8 l/100 km (a norme CUNA) | 7,8 l/100 km (a norme CUNA) | 7,8 l/100 km (a norme CUNA) |
| Fonte dei dati: Motociclismo 6/1989                                                       | | | | | |

| Caratteristiche tecniche - Yamaha XT 660 X (XT 660 R) [XT 660 Z Ténéré] | Caratteristiche tecniche - Yamaha XT 660 X (XT 660 R) [XT 660 Z Ténéré]                        | Caratteristiche tecniche - Yamaha XT 660 X (XT 660 R) [XT 660 Z Ténéré]                        | Caratteristiche tecniche - Yamaha XT 660 X (XT 660 R) [XT 660 Z Ténéré]                        | Caratteristiche tecniche - Yamaha XT 660 X (XT 660 R) [XT 660 Z Ténéré]                        | Caratteristiche tecniche - Yamaha XT 660 X (XT 660 R) [XT 660 Z Ténéré]                        |
| Dimensioni e pesi                                                       | Dimensioni e pesi                                                                              | Dimensioni e pesi                                                                              | Dimensioni e pesi                                                                              | Dimensioni e pesi                                                                              | Dimensioni e pesi                                                                              |
| ----------------------------------------------------------------------- | ---------------------------------------------------------------------------------------------- | ---------------------------------------------------------------------------------------------- | ---------------------------------------------------------------------------------------------- | ---------------------------------------------------------------------------------------------- | ---------------------------------------------------------------------------------------------- |
| Ingombri (lungh.×largh.×alt.)                                           | 2175 (2240) [2246] × 860 (845) [865] × 1170 (1230) mm                                          | 2175 (2240) [2246] × 860 (845) [865] × 1170 (1230) mm                                          | 2175 (2240) [2246] × 860 (845) [865] × 1170 (1230) mm                                          | 2175 (2240) [2246] × 860 (845) [865] × 1170 (1230) mm                                          | 2175 (2240) [2246] × 860 (845) [865] × 1170 (1230) mm                                          |
| Altezze                                                                 | Sella: 865 (875) [895] mm - Minima da terra: 205 (210) [245] mm                                | Sella: 865 (875) [895] mm - Minima da terra: 205 (210) [245] mm                                | Sella: 865 (875) [895] mm - Minima da terra: 205 (210) [245] mm                                | Sella: 865 (875) [895] mm - Minima da terra: 205 (210) [245] mm                                | Sella: 865 (875) [895] mm - Minima da terra: 205 (210) [245] mm                                |
| Interasse: 1490 (1505) [1470] mm                                        | Interasse: 1490 (1505) [1470] mm                                                               | Massa a vuoto: 177 (172) [182] kg                                                              | Massa a vuoto: 177 (172) [182] kg                                                              | Serbatoio: 15 l [23 l]                                                                         | Serbatoio: 15 l [23 l]                                                                         |
| Meccanica                                                               |                                                                                                |                                                                                                |                                                                                                |                                                                                                |                                                                                                |
| Tipo motore: Monocilindrico a 4 tempi "Minarelli"                       | Tipo motore: Monocilindrico a 4 tempi "Minarelli"                                              | Tipo motore: Monocilindrico a 4 tempi "Minarelli"                                              | Tipo motore: Monocilindrico a 4 tempi "Minarelli"                                              | Raffreddamento: a liquido                                                                      | Raffreddamento: a liquido                                                                      |
| Cilindrata                                                              | 660 cm³ (Alesaggio 100 × Corsa 84 mm)                                                          | 660 cm³ (Alesaggio 100 × Corsa 84 mm)                                                          | 660 cm³ (Alesaggio 100 × Corsa 84 mm)                                                          | 660 cm³ (Alesaggio 100 × Corsa 84 mm)                                                          | 660 cm³ (Alesaggio 100 × Corsa 84 mm)                                                          |
| Distribuzione: SOHC                                                     | Distribuzione: SOHC                                                                            | Distribuzione: SOHC                                                                            | Alimentazione: Iniezione elettronica con corpo farfallato da 44 mm e TPS                       | Alimentazione: Iniezione elettronica con corpo farfallato da 44 mm e TPS                       | Alimentazione: Iniezione elettronica con corpo farfallato da 44 mm e TPS                       |
| Potenza: 35,3 [35,0] kW (48 [47,6] CV) a 6.000 rpm                      | Potenza: 35,3 [35,0] kW (48 [47,6] CV) a 6.000 rpm                                             | Coppia:                                                                                        | Coppia:                                                                                        | Rapporto di compressione: 10:1                                                                 | Rapporto di compressione: 10:1                                                                 |
| Frizione: dischi multipli in bagno d'olio                               | Frizione: dischi multipli in bagno d'olio                                                      | Frizione: dischi multipli in bagno d'olio                                                      | Cambio: sequenziale a 5 marce (sempre in presa)                                                | Cambio: sequenziale a 5 marce (sempre in presa)                                                | Cambio: sequenziale a 5 marce (sempre in presa)                                                |
| Accensione                                                              | digitale CDI                                                                                   | digitale CDI                                                                                   | digitale CDI                                                                                   | digitale CDI                                                                                   | digitale CDI                                                                                   |
| Trasmissione                                                            | primaria a ingranaggi; secondaria a catena                                                     | primaria a ingranaggi; secondaria a catena                                                     | primaria a ingranaggi; secondaria a catena                                                     | primaria a ingranaggi; secondaria a catena                                                     | primaria a ingranaggi; secondaria a catena                                                     |
| Avviamento                                                              | elettrico                                                                                      | elettrico                                                                                      | elettrico                                                                                      | elettrico                                                                                      | elettrico                                                                                      |
| Ciclistica                                                              |                                                                                                |                                                                                                |                                                                                                |                                                                                                |                                                                                                |
| Telaio                                                                  | in acciaio scatolato                                                                           | in acciaio scatolato                                                                           | in acciaio scatolato                                                                           | in acciaio scatolato                                                                           | in acciaio scatolato                                                                           |
| Sospensioni                                                             | Anteriore: Forcella telescopica / Posteriore: Monoammortizzatore con regolazione del precarico | Anteriore: Forcella telescopica / Posteriore: Monoammortizzatore con regolazione del precarico | Anteriore: Forcella telescopica / Posteriore: Monoammortizzatore con regolazione del precarico | Anteriore: Forcella telescopica / Posteriore: Monoammortizzatore con regolazione del precarico | Anteriore: Forcella telescopica / Posteriore: Monoammortizzatore con regolazione del precarico |
| Freni                                                                   | Anteriore: a disco da 320 (298) mm / Posteriore: a disco da 245 mm                             | Anteriore: a disco da 320 (298) mm / Posteriore: a disco da 245 mm                             | Anteriore: a disco da 320 (298) mm / Posteriore: a disco da 245 mm                             | Anteriore: a disco da 320 (298) mm / Posteriore: a disco da 245 mm                             | Anteriore: a disco da 320 (298) mm / Posteriore: a disco da 245 mm                             |
| Pneumatici                                                              | anteriore da 120/70 R 17 (90/90 21); posteriore da 160/60 17 (130/80 17)                       | anteriore da 120/70 R 17 (90/90 21); posteriore da 160/60 17 (130/80 17)                       | anteriore da 120/70 R 17 (90/90 21); posteriore da 160/60 17 (130/80 17)                       | anteriore da 120/70 R 17 (90/90 21); posteriore da 160/60 17 (130/80 17)                       | anteriore da 120/70 R 17 (90/90 21); posteriore da 160/60 17 (130/80 17)                       |
| Fonte dei dati:                                                         |                                                                                                |                                                                                                |                                                                                                |                                                                                                |                                                                                                |

| Caratteristiche tecniche - Yamaha XT 1200 Z Super Ténéré                                                        | Caratteristiche tecniche - Yamaha XT 1200 Z Super Ténéré                                                                                                  | Caratteristiche tecniche - Yamaha XT 1200 Z Super Ténéré                                                                                                  | Caratteristiche tecniche - Yamaha XT 1200 Z Super Ténéré                                                                                                  | Caratteristiche tecniche - Yamaha XT 1200 Z Super Ténéré                                                                                                  | Caratteristiche tecniche - Yamaha XT 1200 Z Super Ténéré                                                                                                  |
| Dimensioni e pesi                                                                                               | Dimensioni e pesi | Dimensioni e pesi | Dimensioni e pesi | Dimensioni e pesi | Dimensioni e pesi |
| --- | --- | --- | --- | --- | --- |
| Ingombri (lungh.×largh.×alt.)                                                                                   | 2250 × 980 × 1410 mm | 2250 × 980 × 1410 mm | 2250 × 980 × 1410 mm | 2250 × 980 × 1410 mm | 2250 × 980 × 1410 mm |
| Altezze | Sella: regolabile 845-870 mm - Minima da terra: 205 mm | Sella: regolabile 845-870 mm - Minima da terra: 205 mm | Sella: regolabile 845-870 mm - Minima da terra: 205 mm | Sella: regolabile 845-870 mm - Minima da terra: 205 mm | Sella: regolabile 845-870 mm - Minima da terra: 205 mm |
| Interasse: 1540 mm                                                                                              | Interasse: 1540 mm | Massa a vuoto: in ordine di marcia 261 kg | Massa a vuoto: in ordine di marcia 261 kg | Serbatoio: 23 l | Serbatoio: 23 l |
| Meccanica | | | | | |
| Tipo motore: Bicilindrico a 4 tempi                                                                             | Tipo motore: Bicilindrico a 4 tempi | Tipo motore: Bicilindrico a 4 tempi | Tipo motore: Bicilindrico a 4 tempi | Raffreddamento: a liquido | Raffreddamento: a liquido |
| Cilindrata | 1.199 cm³ (Alesaggio 98 × Corsa 79,5 mm) | 1.199 cm³ (Alesaggio 98 × Corsa 79,5 mm) | 1.199 cm³ (Alesaggio 98 × Corsa 79,5 mm) | 1.199 cm³ (Alesaggio 98 × Corsa 79,5 mm) | 1.199 cm³ (Alesaggio 98 × Corsa 79,5 mm) |
| Distribuzione: DOHC a 4 valvole cilindro                                                                        | Distribuzione: DOHC a 4 valvole cilindro | Distribuzione: DOHC a 4 valvole cilindro | Alimentazione: Iniezione elettronica | Alimentazione: Iniezione elettronica | Alimentazione: Iniezione elettronica |
| Potenza: 80,9 kW (110 CV) a 7.250 rpm                                                                           | Potenza: 80,9 kW (110 CV) a 7.250 rpm | Coppia: 114,1 Nm (11,6 kgm) a 6.000 giri/minuto | Coppia: 114,1 Nm (11,6 kgm) a 6.000 giri/minuto | Rapporto di compressione: 11:1 | Rapporto di compressione: 11:1 |
| Frizione: dischi multipli in bagno d'olio                                                                       | Frizione: dischi multipli in bagno d'olio | Frizione: dischi multipli in bagno d'olio | Cambio: sequenziale a 6 marce (sempre in presa) | Cambio: sequenziale a 6 marce (sempre in presa) | Cambio: sequenziale a 6 marce (sempre in presa) |
| Accensione | digitale CDI a doppia candela per cilindro | digitale CDI a doppia candela per cilindro | digitale CDI a doppia candela per cilindro | digitale CDI a doppia candela per cilindro | digitale CDI a doppia candela per cilindro |
| Trasmissione | primaria a ingranaggi; secondaria a cardano | primaria a ingranaggi; secondaria a cardano | primaria a ingranaggi; secondaria a cardano | primaria a ingranaggi; secondaria a cardano | primaria a ingranaggi; secondaria a cardano |
| Avviamento | elettrico | elettrico | elettrico | elettrico | elettrico |
| Ciclistica | | | | | |
| Telaio | in acciaio | in acciaio | in acciaio | in acciaio | in acciaio |
| Sospensioni | Anteriore: Forcella telescopica rovesciata da 43 mm completamente regolabile / Posteriore: Monoammortizzatore con regolazione del precarico ed estensione | Anteriore: Forcella telescopica rovesciata da 43 mm completamente regolabile / Posteriore: Monoammortizzatore con regolazione del precarico ed estensione | Anteriore: Forcella telescopica rovesciata da 43 mm completamente regolabile / Posteriore: Monoammortizzatore con regolazione del precarico ed estensione | Anteriore: Forcella telescopica rovesciata da 43 mm completamente regolabile / Posteriore: Monoammortizzatore con regolazione del precarico ed estensione | Anteriore: Forcella telescopica rovesciata da 43 mm completamente regolabile / Posteriore: Monoammortizzatore con regolazione del precarico ed estensione |
| Freni | Anteriore: doppio disco a margherita da 310 mm (frenata integrale) / Posteriore: a disco a margherita da 282 mm                                           | Anteriore: doppio disco a margherita da 310 mm (frenata integrale) / Posteriore: a disco a margherita da 282 mm                                           | Anteriore: doppio disco a margherita da 310 mm (frenata integrale) / Posteriore: a disco a margherita da 282 mm                                           | Anteriore: doppio disco a margherita da 310 mm (frenata integrale) / Posteriore: a disco a margherita da 282 mm                                           | Anteriore: doppio disco a margherita da 310 mm (frenata integrale) / Posteriore: a disco a margherita da 282 mm                                           |
| Pneumatici | anteriore da 110/80 R 19; posteriore da 150/70 17 | anteriore da 110/80 R 19; posteriore da 150/70 17 | anteriore da 110/80 R 19; posteriore da 150/70 17 | anteriore da 110/80 R 19; posteriore da 150/70 17 | anteriore da 110/80 R 19; posteriore da 150/70 17 |
| Fonte dei dati: http://www.yamaha-motor.it/products/Motocicli/adventure/xt1200z-super-tenere.jsp?view=techspecs | | | | | |